# Miguel Pinto
Miguel Ángel Pinto Jerez (Santiago, 1983. július 4. –) chilei válogatott labdarúgókapus.
A chilei válogatott tagjaként részt vett a 2010-es világbajnokságon és a 2011-es Copa Américán.

## Sikerei, díjai
Universidad de Chile
- Chilei bajnok (2): 2004 Apertura, 2009 Apertura